# Ważki Polski
Ważki (Odonata) są drapieżnymi owadami dwuśrodowiskowymi ściśle związanymi ze środowiskiem wodnym – larwy żyją w wodzie, a osobniki dorosłe (imagines) przebywają w pobliżu zbiorników z wodą stojącą lub płynącą. Mają bardzo dobrze rozwinięty aparat lotu i zmysł wzroku.
Badania ważek w Polsce sięgają początków polskiej entomologii (początek XIX wieku). Do 2007 roku wydano około 500 prac poświęconych ważkom Polski. Od 1998 roku polscy odonatolodzy są zrzeszeni w Sekcji Odonatologicznej Polskiego Towarzystwa Entomologicznego.
Do 2016 roku odonatofauna Polski liczyła 73 gatunki. Latem 2016 roku zaobserwowano obecność 74. gatunku – nomadki żółtawej (Pantala flavescens). Dwa gatunki (Coenagrion mercuriale i Gomphus pulchellus) zostały błędnie wykazane w starej literaturze, choć ich wystąpienie w Polsce uważa się za możliwe.

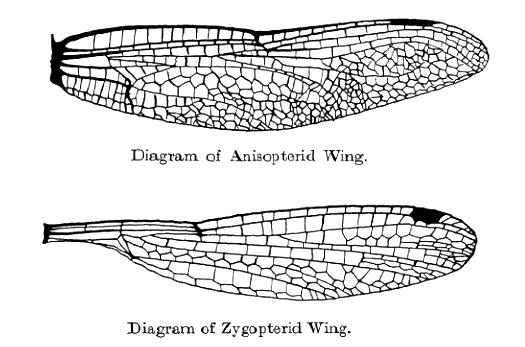
Zestawienie skrzydeł ważek: Anisoptera (u góry) i Zygoptera

Rząd Odonata reprezentowany jest w Polsce przez przedstawicieli 9 rodzin, w tym 5 zaliczanych do ważek różnoskrzydłych (Anisoptera), a 4 do równoskrzydłych (Zygoptera).
Znakiem  oznaczono gatunki objęte na terenie Polski ochroną ścisłą, a znakiem  – ochroną częściową. Symbolami VU, EN i CR oznaczono odpowiednią kategorię zagrożenia danego gatunku określoną w Polskiej Czerwonej Księdze Zwierząt:
- VU – gatunki wysokiego ryzyka narażone na wyginięcie ze względu na postępujący spadek populacyjny,
- EN – gatunki bardzo wysokiego ryzyka, silnie zagrożone wyginięciem w kraju,
- CR – gatunki skrajnie zagrożone, których liczebność zmalała w kraju do poziomu krytycznego.

W rubryce „Loty” podano przybliżone okresy lotów osobników dorosłych.

## Ważki różnoskrzydłe (Anisoptera)
| Nazwa zwyczajowa i systematyczna, status ochrony, kategoria zagrożenia | Grafika      | Grafika      | Długość ciała (D), rozpiętość skrzydeł (R) | Ubarwienie, cechy szczególne                                             | Preferowane siedliska, uwagi                         | Loty            |
| Nazwa zwyczajowa i systematyczna, status ochrony, kategoria zagrożenia | Samiec       | Samica       | Długość ciała (D), rozpiętość skrzydeł (R) | Ubarwienie, cechy szczególne                                             | Preferowane siedliska, uwagi                         | Loty            |
| Rodzina: gadziogłówkowate (Gomphidae)                                  |              |              |                                            |                                                                          |                                                      |                 |
| gadziogłówka pospolita, g. zwyczajna (Gomphus vulgatissimus)           |              |              | D 46, R 66                                 | nogi czarne                                                              | wody płynące i jeziora                               | V–VI            |
| gadziogłówka żółtonoga (Gomphus flavipes)                              | Młody samiec | Młoda samica | D 52, R 68                                 | nogi żółto-czarne                                                        | w pobliżu dużych, nizinnych rzek                     | V–VIII          |
| trzepla zielona (Ophiogomphus cecilia)                                 |              | Samica       | D 57, R 78                                 | przydatki samców proste, u samic 2 rożki między oczami                   | nizinne i podgórskie cieki różnej wielkości          | VI–IX           |
| smaglec mniejszy (Onychogomphus forcipatus)                            |              |              | D 50, R 65                                 | żółto-czarne, przydatki samców zakrzywione                               | wody płynące i jeziora                               | VI–VIII         |
| Rodzina: szklarkowate (Corduliidae)                                    |              |              |                                            |                                                                          |                                                      |                 |
| miedziopierś górska, m. alpejska (Somatochlora alpestris) EN           |              |              | D 46, R 66                                 |                                                                          | wysokie torfowiska, oczka wodne; bardzo rzadki       | VI–VII          |
| miedziopierś metaliczna, m. błyszcząca (Somatochlora metallica)        |              |              | D 54, R 76                                 |                                                                          | gatunek pospolity                                    | V–IX            |
| miedziopierś północna, m. arktyczna (Somatochlora arctica) VU          |              |              | D 43, R 56                                 |                                                                          | śródleśne torfowiska, gatunek bardzo rzadki          | VI–IX (V–VIII)  |
| miedziopierś żółtoplama (Somatochlora flavomaculata)                   |              |              | D 48, R 74                                 |                                                                          |                                                      | VI–VIII         |
| przeniela dwuplama (Epitheca bimaculata)                               |              |              | D 60, R 82                                 |                                                                          | śródleśne jeziorka                                   | V–VI            |
| szklarka zielona (Cordulia aenea)                                      |              |              | D 52, R 72                                 | dominuje kolor zielony                                                   | wody różnego typu                                    | IV–VII          |
| Rodzina: szklarnikowate (Cordulegastridae)                             |              |              |                                            |                                                                          |                                                      |                 |
| szklarnik górski (Cordulegaster bidentata)                             |              |              | D 80, R 100                                | trójkąt potyliczny czarny                                                | na pogórzu i w górach                                | VI–VIII         |
| szklarnik leśny (Cordulegaster boltoni) VU                             |              |              | D 80, R 100                                | trójkąt potyliczny żółty                                                 | niziny, szybko płynące potoki i rzeki                | VI–IX (VI–VIII) |
| Rodzina: ważkowate (Libellulidae)                                      |              |              |                                            |                                                                          |                                                      |                 |
| lecicha białoznaczna (Orthetrum albistylum)                            |              |              | D 50, R 78                                 |                                                                          | ciepłe wody stojące                                  | V–VIII          |
| lecicha mała (Orthetrum coerulescens)                                  |              |              | D 42, R 66                                 |                                                                          | płytkie rowy, gatunek rzadki                         | VI–VIII         |
| lecicha południowa (Orthetrum brunneum)                                |              |              | D 44, R 68                                 |                                                                          | gatunek rzadki                                       | VI–VIII         |
| lecicha pospolita (Orthetrum cancellatum)                              |              |              | D 48, R 80                                 |                                                                          | gatunek pospolity, nad jeziorami liczny              | V–VIII          |
| nomadka żółtawa (Pantala flavescens)                                   |              |              | D 45, R 85                                 |                                                                          | po raz pierwszy stwierdzona w 2016 roku              | V–VIII          |
| szablak krwisty (Sympetrum sanguineum)                                 |              |              | D 37, R 60                                 |                                                                          | wody wszelkiego typu, pospolity w całym kraju        | VI–X            |
| szablak podobny, s. późny (Sympetrum striolatum)                       |              |              | D 41, R 60                                 |                                                                          | płytkie, słabo zarośnięte zbiorniki                  | VI–X            |
| szablak południowy (Sympetrum meridionale)                             |              |              | D 38, R 56                                 | piaskowo-czerwonawy tułów samców                                         | małe, ciepłe wody stojące                            | VI–IX           |
| szablak przepasany, s. przewiązany, s. górski (Sympetrum pedemontanum) |              |              | D 32, R 55                                 | brązowe przepaski na skrzydłach                                          | rzadki                                               | VII–IX          |
| szablak przypłaszczony (Sympetrum depressiusculum)                     |              |              | D 36, R 56                                 |                                                                          | płytkie, silnie zarośnięte wody stojące              | VI–X            |
| szablak szkocki, s. czarny (Sympetrum danae)                           |              |              | D 35, R 55                                 | samce czarne                                                             | wody stojące i wolno płynące, zwłaszcza torfowiskowe | VI–IX           |
| szablak wędrowny, s. wiosenny (Sympetrum fonscolombei)                 |              |              | D 38, R 60                                 | pterostygma jasna, beżowa; samce mają odwłok czerwonoróżowy, nogi czarne | płytkie, silnie nasłonecznione zbiorniki             | V–X             |
| szablak zwyczajny (Sympetrum vulgatum)                                 |              |              | D 40, R 60                                 |                                                                          | wody stojące, czasem wolno płynące                   | VII–X           |
| szablak żółty (Sympetrum flaveolum)                                    |              |              | D 37, R 60                                 |                                                                          | wody stojące                                         | VI–X            |
| szafranka czerwona (Crocothemis erythraea)                             |              |              | D 40, R 66                                 |                                                                          | wody stojące z gęstą roślinnością                    | VI–X            |
| ważka czteroplama (Libellula quadrimaculata)                           |              |              | D 45, R 76                                 |                                                                          | wszystkie typy wód                                   | IV–VIII         |
| ważka płaskobrzucha (Libellula depressa)                               |              |              | D 48, R 80                                 |                                                                          | nad świeżo powstałymi zbiornikami                    | V–VII           |
| ważka żółta, w. ruda (Libellula fulva)                                 |              |              | D 46, R 80                                 |                                                                          | jeziora i kanały                                     | V–VII           |
| zalotka białoczelna (Leucorrhinia albifrons)                           |              |              | D 39, R 64                                 |                                                                          | wody stojące                                         | V–VIII          |
| zalotka czerwonawa (Leucorrhinia rubicunda)                            |              |              | D 38, R 62                                 |                                                                          | torfowiska                                           | IV–VII          |
| zalotka spłaszczona (Leucorrhinia caudalis)                            |              |              | D 36, R 65                                 |                                                                          | wody stojące o bogatej roślinności                   | V–VII           |
| zalotka torfowcowa, z. wątpliwa (Leucorrhinia dubia)                   |              |              | D 37, R 58                                 |                                                                          | bagna, stawy i jeziora                               | IV–VII          |
| zalotka większa (Leucorrhinia pectoralis)                              |              |              | D 38, R 66                                 |                                                                          | głównie torfowiska                                   | V–VII           |
| Rodzina: żagnicowate (Aeshnidae)                                       |              |              |                                            |                                                                          |                                                      |                 |
| husarz mniejszy, h. ciemny, h. jeziorny (Anax parthenope)              |              |              | D 71, R 104                                | 2 rożki na głowie samic                                                  | wody stojące                                         | V–VIII          |
| husarz wędrowny (Hemianax ephippiger)                                  |              |              | D 69, R 100                                |                                                                          |                                                      | V–X             |
| husarz władca (Anax imperator)                                         |              |              | D 76, R 110                                |                                                                          | wody stojące                                         | V–VIII          |
| żagnica jesienna (Aeshna mixta)                                        |              |              | D 63, R 88                                 |                                                                          | małe, płytkie zbiorniki                              | VII–XI          |
| żagnica południowa (Aeshna affinis)                                    |              |              | D 60, R 86                                 |                                                                          | ciepłe wody stojące                                  | VI–VII          |
| żagnica północna (Aeshna caerulea)                                     |              |              | D 65, R 90                                 |                                                                          | wysokogórskie torfowiska w Karkonoszach              | VII             |
| żagnica ruda, żagiew ruda (Aeshna isoceles)                            |              |              |                                            |                                                                          | małe zbiorniki                                       | V–VI            |
| żagnica sina (Aeshna cyanea)                                           |              |              | D 73, R 108                                |                                                                          | małe zbiorniki wody stojącej                         | VI–XI           |
| żagnica torfowa, ż. sitowa (Aeshna juncea)                             |              |              | D 70, R 95                                 |                                                                          | głównie kwaśne wody torfowiskowe                     | VI–IX           |
| żagnica torfowcowa (Aeshna subarctica)                                 |              |              | D 68, R 92                                 |                                                                          | torfowiska                                           | VII–IX          |
| żagnica wielka (Aeshna grandis)                                        |              |              | D 75, R 100                                |                                                                          | wody stojące i wolno płynące                         | VI–IX           |
| żagnica zielona (Aeshna viridis)                                       |              |              | D 66, R 92                                 |                                                                          | związana z osoką aloesowatą (Stratiotes aloides)     | VI–IX           |
| żagniczka zwyczajna (Brachytron pratense)                              |              |              | D 63, R 75                                 |                                                                          | wody stojące                                         | IV–VI           |

## Ważki równoskrzydłe (Zygoptera)
| Nazwa zwyczajowa i systematyczna, status ochrony, kategoria zagrożenia | Grafika | Grafika | Długość ciała (D), rozpiętość skrzydeł (R) | Ubarwienie, cechy szczególne             | Preferowane siedliska, uwagi                            | Loty    |
| Nazwa zwyczajowa i systematyczna, status ochrony, kategoria zagrożenia | Samiec  | Samica  | Długość ciała (D), rozpiętość skrzydeł (R) | Ubarwienie, cechy szczególne             | Preferowane siedliska, uwagi                            | Loty    |
| Rodzina: łątkowate (Coenagrionidae)                                    |         |         |                                            |                                          |                                                         |         |
| iglica mała (Nehalennia speciosa) EN                                   |         |         | D 30, R 29                                 |                                          | torfowiska, bardzo rzadki                               | V–VII   |
| łątka dzieweczka (Coenagrion puella)                                   |         |         | D 34, R 40                                 |                                          | gatunek pospolity                                       | V–IX    |
| łątka jeziorna (Erythromma lindenii)                                   |         |         | D 35, R 44                                 |                                          | jeziora                                                 | VI–X    |
| łątka ozdobna (Coenagrion ornatum)                                     |         |         | D 34, R 40                                 |                                          | płytkie strumienie i rowy, gatunek zanikający           | V–VII   |
| łątka stawowa (Coenagrion hastulatum)                                  |         |         | D 34, R 40                                 |                                          | wody stojące, gatunek pospolity                         | V–VII   |
| łątka wczesna (Coenagrion pulchellum)                                  |         |         | D 37, R 44                                 |                                          | wody stojące, gatunek pospolity                         | V–VIII  |
| łątka wiosenna (Coenagrion lunulatum)                                  |         |         | D 34, R 40                                 |                                          | ciepłe wody stojące                                     | IV–VII  |
| łątka zalotna (Coenagrion scitulum)                                    |         |         | D 34, R 48                                 |                                          | stwierdzony 1 raz na terenie Polski                     | VI–VII  |
| łątka zielona (Coenagrion armatum) CR                                  |         |         | D 34, R 42                                 |                                          | bardzo rzadki                                           | IV–VI   |
| łunica czerwona (Pyrrhosoma nymphula)                                  |         |         | D 34, R 48                                 |                                          | gatunek pospolity                                       | IV–VIII |
| nimfa stawowa (Enallagma cyathigerum)                                  |         |         | D 34, R 42                                 | samce błękitne, samice zielone lub szare |                                                         | V–IX    |
| oczobarwnica większa (Erythromma najas)                                |         |         | D 38, R 48                                 |                                          |                                                         | V–VIII  |
| oczobarwnica mniejsza (Erythromma viridulum)                           |         |         | D 30, R 44                                 |                                          |                                                         | VI–IX   |
| tężnica wytworna (Ischnura elegans)                                    |         |         | D 34, R 42                                 |                                          | gatunek pospolity                                       | V–IX    |
| tężnica mała (Ischnura pumilio)                                        |         |         | D 30, R 34                                 |                                          | gatunek rzadki                                          | VI–IX   |
| Rodzina: pałątkowate (Lestidae)                                        |         |         |                                            |                                          |                                                         |         |
| straszka pospolita, zimówka rudawa (Sympecma fusca)                    |         |         | D 37, R 44                                 |                                          | pospolity w całym kraju; zbiorniki z bujną roślinnością | VII–V   |
| straszka północna, s. syberyjska (Sympecma paedisca)                   |         |         | D 37, R 44                                 |                                          |                                                         | VII–V   |
| pałątka południowa (Lestes barbarus)                                   |         |         | D 45, R 55                                 | nogi brązowo-żółte                       | płytkie, zarośnięte wody                                | VI–X    |
| pałątka niebieskooka, p. podobna (Lestes dryas)                        |         |         | D 43, R 55                                 |                                          | pospolity w całym kraju; płytkie wody stojące           | VI–X    |
| pałątka pospolita (Lestes sponsa)                                      |         |         | D 37, R 46                                 |                                          | gatunek pospolity                                       | VI–X    |
| pałątka mała (Lestes virens, L. v. vestalis)                           |         |         | D 37, R 45                                 | nogi czarne z żółtym paskiem             | pospolity w całym kraju                                 | VI–X    |
| pałątka wielkoplama (Lestes macrostigma)                               |         |         | D 46, R 54                                 |                                          | w Polsce stwierdzony tylko 1 raz                        | VI–VIII |
| pałątka zielona (Chalcolestes viridis)                                 |         |         | D 45, R 58                                 |                                          | wody stojące lub wolno płynące                          | VI–X    |
| Rodzina: pióronogowate (Platycnemididae)                               |         |         |                                            |                                          |                                                         |         |
| pióronóg zwykły (Platycnemis pennipes)                                 |         |         | D 35, R 48                                 |                                          | wody płynące i stojące, gatunek pospolity               | V–IX    |
| Rodzina: świteziankowate (Calopterygidae)                              |         |         |                                            |                                          |                                                         |         |
| świtezianka dziewica, ś. modra (Calopteryx virgo)                      |         |         | D 50, R 70                                 |                                          | wody płynące, pospolity w całym kraju                   | IV–VII  |
| świtezianka błyszcząca, ś. lśniąca (Calopteryx splendens)              |         |         | D 50, R 70                                 |                                          | wody płynące, pospolity w całym kraju                   | V–VIII  |